# Le Dernier Vol de l'arche de Noé
Pour plus de détails, voir Fiche technique et Distribution.
Le Dernier Vol de l'arche de Noé (The Last Flight of Noah's Ark) est un film d'aventures américain réalisé par Charles Jarrott, sorti en 1980. Il s’agit de l’adaptation de l’histoire The Gremlin's Castle d’Ernest K. Gann.

## Synopsis
Noah Dugan, pilote au chômage, a des dettes de jeu à régler ; un vieil ami, Stoney, propriétaire d’un aérodrome, lui propose de transporter une cargaison d’animaux sur une île isolée du Pacifique à bord d'un bombardier B-29, un avion qui n’a pas été utilisé depuis plusieurs années. Il sera accompagné de Bernadette Lafleur, une missionnaire, responsable des animaux qui viennent d'un orphelinat.
Alors que l’avion se prépare au décollage, deux orphelins, dont la missionnaire est proche, Bobby et Julie, se glissent clandestinement à bord. En plein vol, le bombardier dévie de sa trajectoire et Noah est obligé d'atterrir en catastrophe sur une île inconnue que Bobby a repérée.
Durant leur séjour sur l'île, ils rencontrent deux vieux soldats japonais qui y sont naufragés depuis trente-cinq ans. Noah les traite comme ennemis, dans la mesure où ces soldats ignorent que la Seconde Guerre mondiale est désormais terminée. Mais Bernadette gagne leur amitié et leur confiance ; l’un des soldats connaît l’anglais grâce à sa mère qui a vécu aux États-Unis et qui l'avait surnommé « Cleveland », du nom de sa ville préférée.
Noah et Bernadette décident de s’installer sur l’île en attendant d'être sauvés ; « Cleveland » et son camarade Hiro les en dissuadent, eux-mêmes y étant coincés depuis des décennies. Le groupe décide de transformer le vieil avion en bateau pour rejoindre la civilisation, en le démantelant ; pour compléter la voile, les deux naufragés japonais offrent à Bernadette leur drapeau du Japon impérial, et elle le coud en position supérieure en signe de respect.
Noah et Bernadette tombent amoureux. Bernadette baptise le bateau-avion « Noah's Ark » (« Arche de Noé »). Sur l’insistance de Bobby, les animaux y sont embarqués. Après plusieurs jours en mer, le groupe décide d’envoyer leur canard avec un message attaché à sa patte, indiquant leur besoin de secours. Le canard s’envole vers l’ouest, dans la direction d’Hawaï. Noah sauve la vie de Bobby tombé du bateau et attaqué par un requin.
Ils sont finalement sauvés par un cotre de la garde côtière des États-Unis, où  se trouve le canard, et l’« Arche » est remorquée jusqu’à Oahu.

## Fiche technique
- Titre original : The Last Flight of Noah's Ark
- Titre français : Le Dernier Vol de l'arche de Noé
- Réalisation : Charles Jarrott assisté de Richard Learman
  - Second assistants réalisateurs : Louis S. Muscate, Christopher D. Miller
- Scénario : Steven W. Carabatsos, Sandy Glass et George Arthur Bloom, d’après l’histoire d’Ernest K. Gann
- Musique : Maurice Jarre (composition et chef d'orchestre), Richard Bowden (orchestration, musique additionnelle), Evelyn Kennedy (montage)
- Direction artistique : E. Preston Ames
- Décors : John B. Mansbridge
- Costumes : Jack Sandeen[1], Glenn T. Wright (hommes), Mary Dye (femmes)
- Maquillage : Robert J. Schiffer (supervision), Robin Dee LaVigne
- Coiffure : Eddie M. Barron
- Photographie : Charles F. Wheeler
- Son : Herb Taylor (supervision)[1], Henry A. Maffet (mixage), Ben F. Hendricks (montage)
- Montage : Gordon D. Brenner
- Décors : Norman Rockett
- Effets spéciaux : Danny Lee, Eustace Lycett, Art Cruickshank
- Animaux : Jim Prine, Jay Fishburn, Don Spinney
- Accessoires : Gary Zink
- Production : Ron Miller ; Jan Williams (coproducteur), John D. Bloss (responsable de production), William B. Venegas (responsable d'équipe), James W. Gavin (responsable seconde équipe)
- Société de production : Walt Disney Productions
- Société de distribution : Buena Vista Distribution
- Budget : 11 millions de dollars[2]
- Pays d’origine :  États-Unis
- Langue originale : anglais
- Format : couleur
- Genre : aventure
- Durée : 97 minutes
- Dates de sortie :
  - États-Unis : 25 juin 1980
  - Québec : 26 juin 1980[3]
  - France : 3 février 1982

Sauf mention contraire, les informations proviennent des sources concordantes suivantes : Leonard Maltin, Mark Arnold et IMDb

## Distribution
- Elliott Gould (VF : Claude Joseph) : Noah Dugan
- Geneviève Bujold (VF : Sylvie Feit) : Bernadette Lafleur
- Rick Schroder (VF : Jackie Berger) : Bobby
- Vincent Gardenia (VF : Henri Labussière) : Stoney
- Tammy Lauren (VF : Amélie Morin) : Julie
- John Fujioka (en) (VF : Claude Dasset) : « Cleveland »
- Yuki Shimoda : Hiro
- John Ryan : Coslough
- Dana Elcar (VF : Raoul Delfosse) : Benchley
- Ruth Manning : Charlotte Braithwaite
- Arthur Adams (VF : Robert Liensol) : Leipzig Manager
- Austin Willis : Slabotsky
- Pete Renaday : Irate Pilot
- Bob Whiting : Chaplain

Sauf mention contraire, les informations proviennent des sources concordantes suivantes : Leonard Maltin, Mark Arnold et IMDb ; version française RSdoublage

## Production
L’histoire du film provient de The Gremlin's Castle écrite par Ernest K. Gann,. Kann a également écrit des romans classiques sur l’aviation qui ont été adaptés à l’écran comme Écrit dans le ciel (1954) et Le Crash mystérieux (1961). En mars 1979, Charles Schreger du Los Angeles Times évoque la récente signature des acteurs Elliott Gould et Geneviève Bujold « que l'on ne s'attendait pas à apparaître dans un film Disney ». Schreger indique que l'intrigue du Dernier Vol de l'arche de Noé ressemble « au standard fade des films d'actions de Disney ». Il le résume ainsi « un pilote de cargo malchanceux s'écrase sur une île déserte avec des animaux et une jolie passagère clandestine ». Pour Schreger, le plus important est le message que Ron Miller, PDG de Disney, veut faire passer en engageant des acteurs en dehors de l'écurie du studio, tout comme le réalisateur, une intention d'élargir sa base [de spectateurs]. Dans l'interview, Miller précise que le studio va continuer à produire des films avec ses vedettes habituelles comme Don Knotts ou Tim Conway, qui rapportent beaucoup, mais qu'il cherche à toucher un public plus large. À la fin des années 1970, le public de Disney est situé au-dessus et en-dessous de la principale tranche d'âge, à savoir les 14-25 ans.
Charles Jarrott avait déjà dirigé Geneviève Bujold dans Anne des mille jours (Anne of the Thousand Days), ce qui leur a gagné une nomination à la cérémonie des Oscars. Cette dernière et Elliott Gould jouent ensemble leur premier film produit par Walt Disney Productions.

### Tournage
Le tournage débute le 22 avril 1979 à Hawaï,. Il a lieu sur un aérodrome abandonné près de Victorville en Californie L'aérodrome est rattaché à la George Air Force Base. Les scènes exotiques ont été tournées à Kauai et sur la plage de Waikiki sur la côte sud de l'île d'Oahu à Hawaï,, ainsi que quelques scènes d’intérieur aux studios Disney à Burbank.
Pour le film, l'équipe avait besoin de cinq B-29 Superfortress fonctionnels mais elle n'en a trouvé que deux capables de voler. L'équipe a trouvé quatre autres avions qu'elle pouvait utiliser d'autres manières quatre avions étaient des fuselages abandonnés repérés au centre de China Lake de l'United States Navy, deux ont été expédiés à Hawaï, les deux autres ont été amenés au studio de Burbank pour les intérieurs. Le site HistoryNet note qu'à l'époque il y avait assez de B-29 pour que le studio en utilise cinq juste pour raconter l'histoire un peu folle d'un pilote de fret itinérant qui se perd et s'écrase au large d'une île du Pacifique avec une cargaison d'animaux. Un des avions capable de voler est, le B-29 Superfortress nommé « Fertile Myrtle » spécialisé dans la détection à longue portée. C'est pour être précis un Navy P2B-1S. Une des carcasses a été découpée pour en faire une épave flottante, utilisée par Gould pour accueillir sa ménagerie. Quelques modifications importantes ont été réalisées faites pour faire flotter un fuselage, comme il est présenté dans le film. Les autres avions ont été utilisés comme figurants dans des rôles d'avions écrasés.
Après le tournage, tous les avions ont dû être remis à l'United States Navy, ce qui serait une obligation légale. Le cockpit et une partie du fuselage avant du Fertile Myrtle, le reste ayant été démembré, sont désormais visibles au musée Fantasy of Flight de Polk City en Floride.

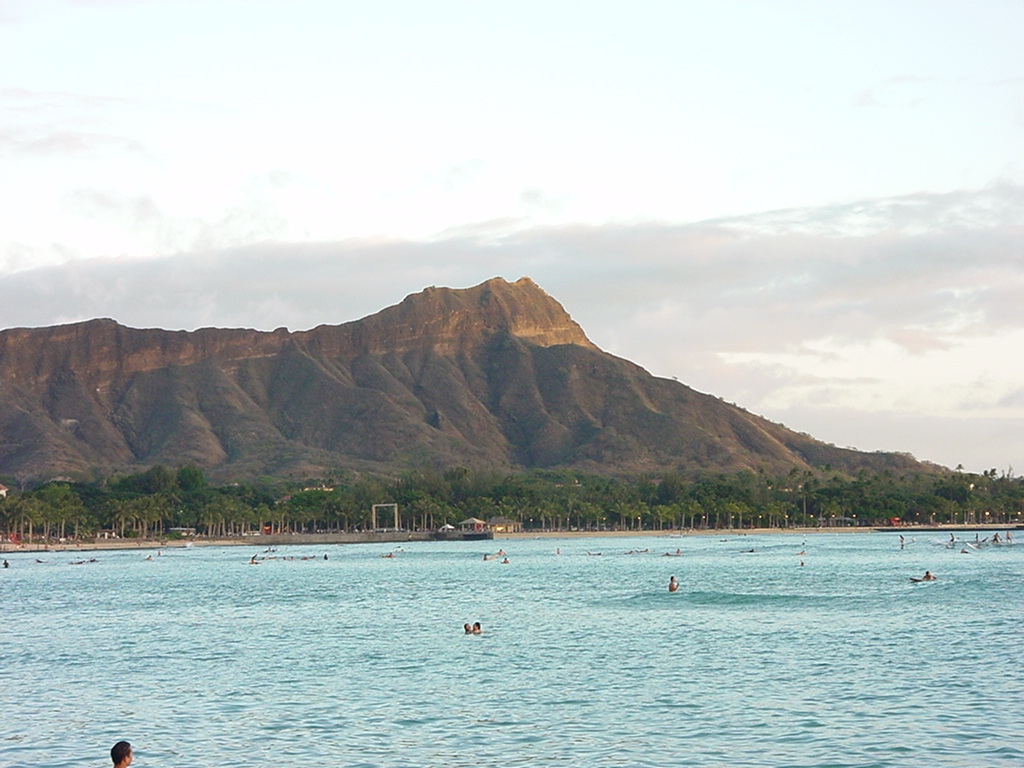
Le Diamond Head sur la plage Waikiki à Hawaï
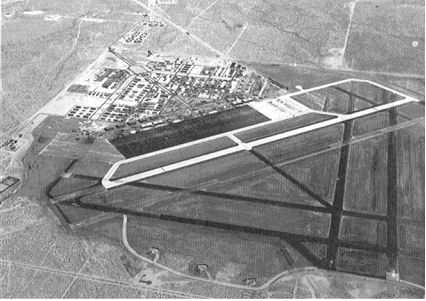
La George Air Force Base de Victorville en Californie en 1943.
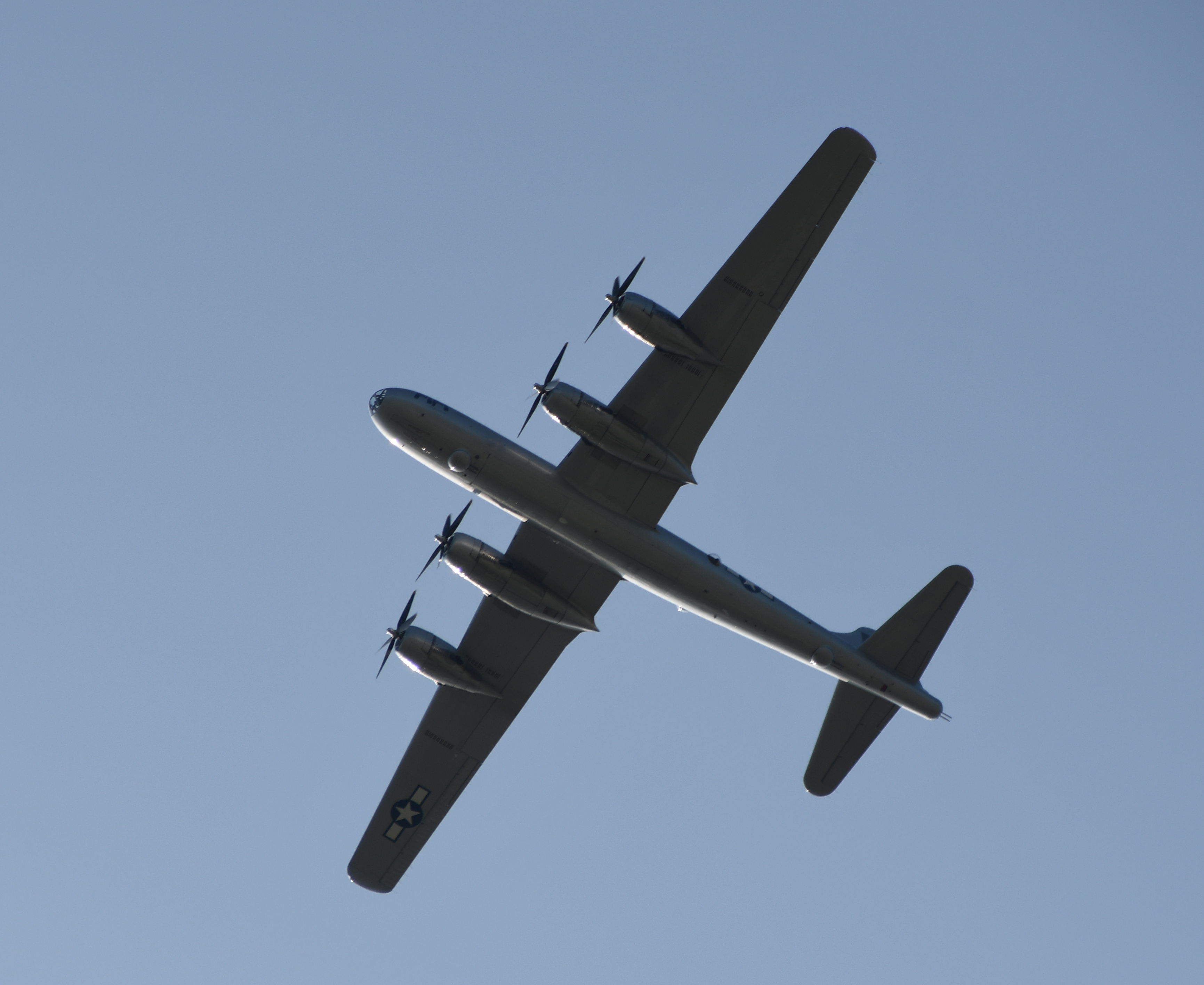
B-29 Superfortress en vol à Oshkosh (2019).
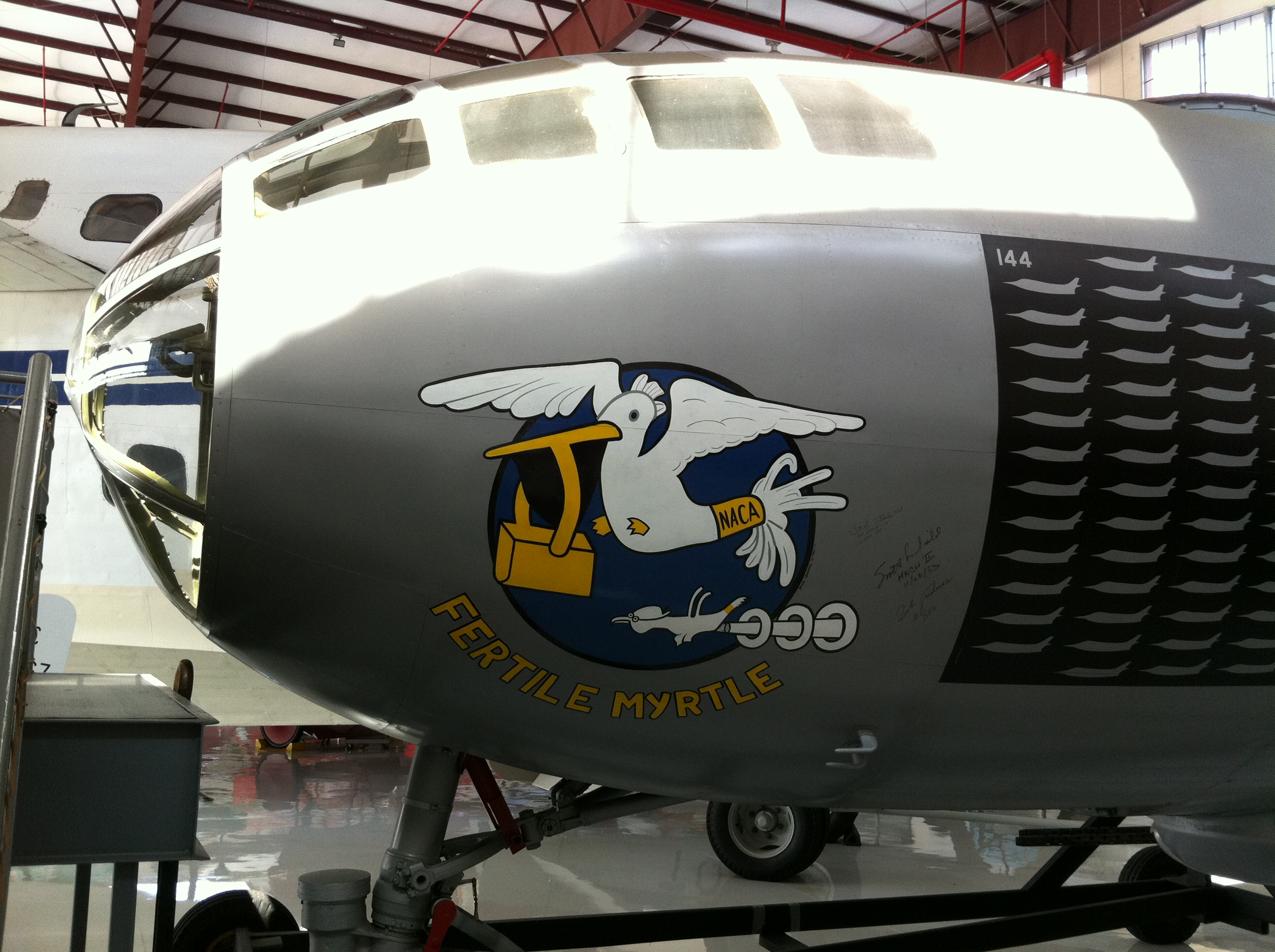
Fuselage avant du « Fertile Myrtle » exposé au musée Fantasy of Flight en Floride.

Pour les animaux, le studio a eu recours à deux jeux d'animaux, l'un à Hawaï et l'autre en Californie, simplement parce que les coûts de transports des animaux vivants sont très élevés. Le budget du film, considéré par Schreger comme généreux est estimé entre 6 et 8 millions d'USD.

### Musique
La musique du film est composée par Maurice Jarre, en décembre 1979 aux Walt Disney Studios à Burbank en Californie. La chanson Half of Me a été composée par Maurice Jarre, avec des paroles d'Hal David et interprétée par Alexandra Brown.
Le 20 août 2012, le label Intrada publie une édition collector de la bande originale comprenant 26 titres, dont six morceaux supplémentaires en bonus,,.
Liste des titres

## Accueil
Le Dernier Vol de l'arche de Noé sort le 25 juin 1980 aux États-Unis.  Afin d'assurer le succès en salles du films, le studio Disney a recours à la méthode du double programme et propose le film avec une ressortie des 101 Dalmatiens (1961),,. Il est projeté dans de nombreux ciné-parcs avec comme slogan promotionnel Treat your family to a Disney summer (« Servez de l’été Disney à votre famille »). En France, il sort le 3 février 1982.
Le film récolte 11 millions d'USD. Ron Miller, alors président-directeur général de Walt Disney Productions, considère le résultat du film comme une écriture comptable, une perte de 6 millions de dollars. Une marque d'insuccès est la diffusion dans l'émission d'anthologie Walt Disney sur CBS dès 1981, en octobre-novembre.
Dans son guide des films et des vidéos Leonard Maltin attribue 2,5 étoiles sur 4 et écrit que le film possède une « sentimentalité typique de Disney; un peu efficace ». Mark Arnold utilise le terme plaisant pour qualifier le film, terme qu'il justifie par l'absence de problème sur le film, divertissant mais sans être mémorable. Pour Arnold, Elliott Gould est dans une situation similaire à celle de James Garner en 1973-1974 qui, malgré une carrière cinématographique établie, signe avec Disney pour deux films, celui-ci et Max et le Diable (1981). Les deux films ont un succès similaires, très faible. Garner a participé à Un petit Indien (1973) et Un cowboy à Hawaï (1974).

### Documents
- (en) Disney DVD Review: The Last Flight of Noah's Ark
- Critique du film : Le Dernier Vol de l'Arche de Noé sur Chronique Disney